# Паламарь-Мордвинцева, Галина Михайловна
Галина Михайловна Паламарь-Мордвинцева (укр. Галина Михайлівна Паламар-Мордвинцева; 11 августа 1924, с. Березна, Киевская область, УССР, СССР — 24 октября 2017, Киев, Киевская область, Украина) — советский и украинский учёный-альголог, доктор биологических наук, в прошлом главный научный сотрудник отдела альгологии Института ботаники имени Н. Г. Холодного НАН Украины.

## Биография
Родилась Галина Михайловна Паламарь в 1924 г. в с. Березна Володарского района Киевской области в семье служащего. После начала Великой Отечественной войны была эвакуирована в Волгоградскую область, работала учителем начальных классов. Поступила на биологический факультет Киевского государственного университета им. Т. Г. Шевченко, после второго курса параллельно учёбе работала лаборанткой в Институте ботаники им. Н. Г. Холодного АН УССР. После окончания университета училась в аспирантуре (руководитель — академик АН УССР Д. К. Зеров). В 1953 году защитила диссертацию на соискание учёной степени кандидата наук на тему «Водоросли болот Западного Полесья, их экология и значение для типологии болот». Работала старшим преподавателем, а затем доцентом кафедры ботаники Кременецкого (1952—1953) и Херсонского (1953—1959) педагогических институтов, где преподавала курсы морфологии и анатомии, ботаники, географии и экологии растений.
В 1960 году трудоустроилась в Институт ботаники имени Н. Г. Холодного.
В 1979 году защитила докторскую диссертацию на тему «Десмидиевые водоросли Украинской ССР (морфология, систематика, филогения, пути эволюции, флора и географическое распространение)», ставшую основой одноимённой монографии, опубликованной в 1982 году.
Скончалась 24 октября 2017 года в Киеве.

## Научная деятельность
Сфера научных интересов — разработка практических аспектов альгологии и, в частности, эффективных способов культивирования одноклеточных водорослей и методов доочистки с их помощью сточных вод некоторых промышленных предприятий, а также изучение разнообразия десмидиальных водорослей Украины и разработка теоретических проблем десмидиологии.
Исследовала жизненные циклы и морфологическую изменчивость ряда видов зелёных водорослей, выявила максимально благоприятные условия их продуктивности в лаборатории и природной среде, научно обосновала метод доочистки сточных вод предприятий по производству химических волокон с помощью одноклеточных водорослей. Математически доказала связь между развитием водорослей и качеством воды, обнаружила факторы, определяющие развитие водорослей в условиях загрязнения среды их обитания.
Признанный специалист в области хорологии, систематики, морфологии и филогении десмидиальных и харальных водорослей. В результате проделанной работы были описаны 4 новых рода, 7 видов, 12 внутривидовых таксонов и предложено более 100 новых таксономических комбинаций, впервые для Украины обнаружено 100 видов, представленных 131 видовым и внутривидовым таксоном (ввт) десмидиальных водорослей, и составлен конспект флоры этой группы водорослей Украины, насчитывающий 592 вида (970 ввт).
Соавтор (совместно с проф. М. М. Голлербахом) выпуска «Визначника прісноводних водоростей Української РСР. Вип. IХ. Харові водорості» (1991), с коллегами по отделу алькологии Института ботаники (и своими учениками — проф. П. М. Царенко и к.б.н. Е. В. Борисовой) тома «Флора водоростей України. Т. 12, вип. 2. Харофітові водорості» (2016). Автор свыше 160 научных публикаций (17 монографических работ) и трёх выпусков «Визначника прісноводних водоростей Української РСР» (1984, 1986, 1991), монографии «Десмидиевые водоросли Украинской ССР …» (1982) и «Определителя пресноводных водорослей СССР. Зелёные водоросли: Десмидиевые (2)» (1982), а также отдельного выпуска серии «Флора водорослей континентальных водоемов Украины. Десмидиевые водоросли (1)» (2003) и «Флора водоростей континентальних водойм України. Десмідієві водорості. Вип. 1, ч. 2» (2005), двух выпусков новой серии «Флора водоростей України. Т. 12 (1). Стрептофітові водорості» (2009, в соавт.) и «Флора водоростей України. Т. 12 (2). Харофітові водорості» (2016, в соавт.).
Научный руководитель 5 кандидатов наук из Украины, Казахстана и Таджикистана, двое из них впоследствии защитили докторские диссертации.